# Rosa og Susanne fra Nuuk
|  | Denne artikel er oprettet af botten PalnaBot ud fra en ekstern database. Den kan derfor have sproglige fejl eller mangler. Denne skabelon kan fjernes efter kontrol af indholdet. |

Rosa og Susanne fra Nuuk er en film instrueret af Bodil Cold-Ravnkilde efter manuskript af Bodil Cold-Ravnkilde.

## Handling
Et filmportræt af to unge piger i nutidens Grønland med dets brydninger mellem gammelt og nyt. Susanne, 16 år, bor i en moderne boligblok i Nuuk, hun er gået ud af skolen, er gravid og går hjemme og passer sin lillebror. Rosa, 14 år, bor i den gamle del af Nuuk, går i 9. klasse og hjælper til med fiskeriet derhjemme. Filmen følger pigerne i deres dagligdag og lader dem give udtryk for deres opfattelse af egne nutids- og fremtidsmuligheder. På denne måde sætter filmen også fokus på diskussionen om kulturkonflikterne i Grønland.